# Baulandparadoxon
Der Begriff des Baulandparadoxons wurde erstmals 1996 von Benjamin Davy verwendet und beschreibt die paradoxe Situation, dass die Mehrzahl der Gemeinden rein rechnerisch ihren Baulandbedarf an Wohn- und besonders an Gewerbeflächen im Innenbereich (auf wiedernutzbaren Flächen) decken könnte, jedoch weiterhin der Trend zum Bauen auf der grünen Wiese und damit Zersiedelung dominiert.
Die örtlich auftretende Baulandknappheit rühre nicht von fehlenden Bauflächen her, sondern vom Mangel an Bauflächen, die dem Bedarf, d. h. der Nachfrage, angemessen sind. Grund sei zum einen die Vergabe von Baurechten, ohne damit Baupflichten zu verbinden, d. h. es bestehen nur eingeschränkte Möglichkeiten, die Bebauung einer ungenutzten Fläche (im Innenbereich) zu erzwingen. Zum anderen wird Bauland im Außenbereich von Haushalten und Unternehmen bevorzugt.
Handelt allerdings jede Gemeinde einer Region auf diese Weise, hebt sich der Wettbewerbsvorteil gegenüber anderen Gemeinden wieder auf. Außerdem wird durch das zusätzliche Angebot die Vermarktung des innerstädtischen Baulands noch weiter erschwert.
Diese Situation wird auch als „Baulanddilemma“ bezeichnet. Langfristig erhöhen sich dadurch die Kosten für die Infrastruktur der zerstreuten Siedlungsstruktur.